# Gębice (stacja kolejowa)
Gębice – dawna stacja kolejowa w Marcinkowie, w powiecie mogileńskim, w gminie Mogilno, w województwie kujawsko-pomorskim, w Polsce. Kilka kilometrów od stacji zachował się most na Noteci Zachodniej.